# نهر موسي (إندونيسيا)

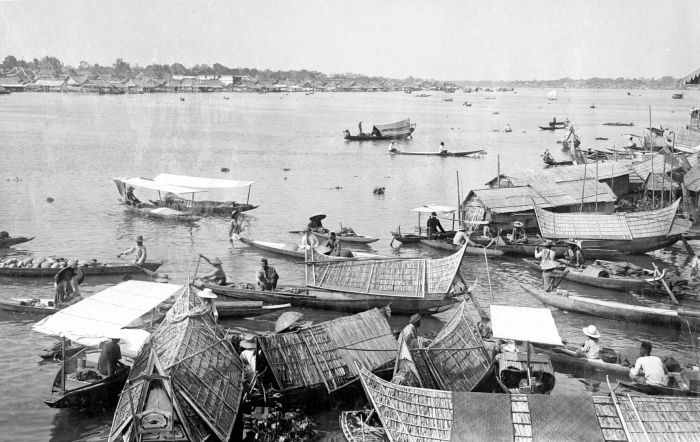
نهر موسي من فلمبان

نهر موسي يقع في جنوب سومطرة، إندونيسيا.
يتدفق النهر تقريبًا من الجنوب الغربي إلى الشمال الشرقي،
من سلسلة جبال باريسان التي شكلت العمود الفقري لسومطرة، في كباهيانغ، بنجكولو، إلى مضيق بانغكا التي شكلت على امتداد بحر الصين الجنوبي.إنه بطول حوالي 750 كلم، بعد أن يتدفق من خلال باليمبانج (عاصمة مقاطعة سومطرة الجنوبية وينضم مع العديد من الأنهار الأخرى، بما في ذلك نهر بانيواسين لتشكيل دلتا بالقرب من مدينة سونغسانغ. النهر يجرف على عمق حوالي 6.5 متر، للملاحة بواسطة السفن الكبيرة كما في باليمبانج، حيث موقع مرافق الميناء الرئيسية المستخدمة في المقام الأول لتصدير البترول، المطاط وزيت النخيل.
هذا النهر النظام، وخاصة حول مدينة باليمبانج، كان قلب الإمبراطورية المسماة سريفيجايا من القرن السابع إلى القرن الثالث عشر. كان مصب النهر موقع حادث تحطم الطائرة لشركة الطيران «سيلك اير 185» الذي أودى بحياة جميع الركاب وعددهم 104 من ركاب الطائرة في ديسمبر 1997. .

## معرض

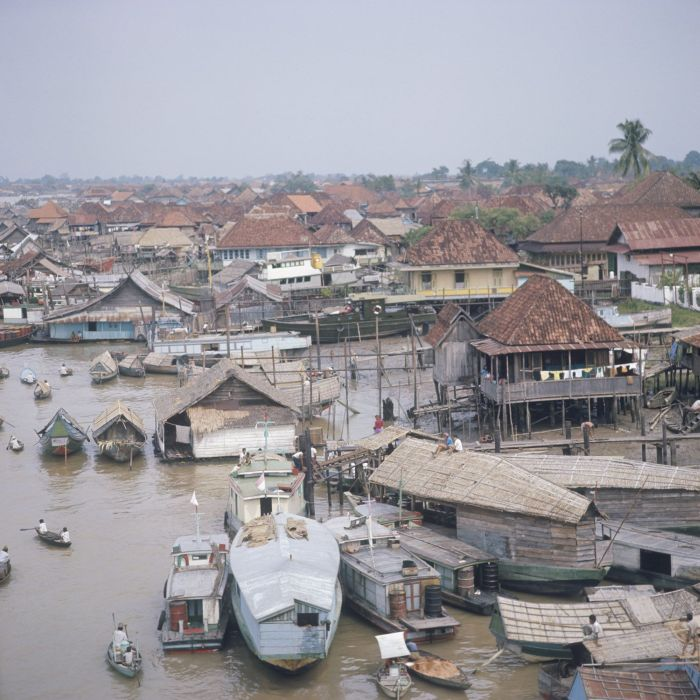
نهر موسي و فلمبان

## وصلات خارجية
- دلتا نهربانيواسين موسي حفظ المعلومات من ARCBC